# Karlstrup Kalkgrav
Karlstrup Kalkgrav er en kalkgrav og rekreativt område beliggende sydøst for landsbyen Karlstrup i Solrød Kommune. Umiddelbart sydøst for området adskilles det fra Solrød Strand af Køge Bugt Motorvejen. Fra 1843 blev der brudt kalk på det 30 hektar store areal, indtil Aalborg Portland opgav aktiviteterne i 1975. Den seks hektar store sø, Sjællands klareste, er en del af Karlstrup Skov, som samtidig også er navnet på hele området, som rummer kalkgraven, Firemileskoven og Karlslunde Mose.
Området ejes og forvaltes af Naturstyrelsen.

## Badning og fiskeri
Søen i graven er 14 meter dyb, og regnes som den klareste på Sjælland. Ved roligt vand kan der fra overfladen ses både fisk og sten på søbunden. Vandstanden holdes konstant fire meter under vandstanden i Køge Bugt ved hjælp af et pumpehus i søens sydvestlige hjørne, der årligt fjerner 600.000 kubikmeter vand fra søen til udløb i bugten.
Til trods for at mange gør det, fraråder Naturstyrelsen og Rådet for Større Badesikkerhed at man benytter søen til svømning og badning. Dette skyldes at der er fare for drukneulykker på grund af meget koldt vand. Selvom overfladevandet er lunkent, vil vandet lige under overfladen være iskoldt på grund af ringe cirkulation i søen. En 30-årig mand druknede på stedet i juli 2014. Dykning er ikke tilladt, medmindre det er bestilt og godkendt af Naturstyrelsen på forhånd.
Solrød Sportsfisker Klub Regnbuen har forpagtet fiskeriet på søen. Klubben har udsat regnbueørreder, og driver kommercielt Put & Take-fiskeri.